# Anoectangium pallidicaule
Anoectangium pallidicaule är en bladmossart som beskrevs av Hugh Neville Dixon 1942. Anoectangium pallidicaule ingår i släktet Anoectangium och familjen Pottiaceae. Inga underarter finns listade i Catalogue of Life.